# Volta a Burgos 2012
La Volta a Burgos 2012, 34a edició de la Volta a Burgos, és una competició ciclista per etapes que es disputà entre l'1 i el 5 d'agost de 2012 sobre un recorregut de 775 km, repartits entre 5 etapes, tres de mitja muntanya i una d'alta muntanya.
El vencedor fou l'espanyol Daniel Moreno, de l'equip Team Katusha, per davant dels colombians Sergio Henao (Team Sky) i Esteban Chaves (Colombia-Coldeportes).
Moreno també guanyà la classificació de la regularitat, mentre que la de muntanya anà a mans de l'espanyol Sergio Pardilla (Movistar Team); Aitor Galdós (Caja Rural) s'endugué la classificació de les metes volants i el Movistar Team la classificació per equips.

## Equips participants
En aquesta edició hi prenen part 18 equips, formant un gran grup de 144 ciclistes, amb 8 corredors cada equip, excepte el Rabobank ProTeam que sortí amb 7. 120 d'ells acabaren la cursa.
| Equip               | Codi UCI |
| ------------------- | -------- |
| Team Katusha        | KAT      |
| Movistar Team       | MOV      |
| Euskaltel–Euskadi   | EUS      |
| Team Sky            | SKY      |
| Rabobank ProTeam    | RAB      |
| FDJ-BigMat          | FDJ      |
| Orica-GreenEDGE     | OGE      |
| Liquigas-Cannondale | LIQ      |

| Equip                        | Codi UCI |
| ---------------------------- | -------- |
| Caja Rural                   | CJR      |
| Andalucía                    | ACG      |
| Colombia-Coldeportes         | COL      |
| Androni Giocattoli-Venezuela | AND      |
| Saur-Sojasun                 | SAU      |
| Acqua & Sapone               | ASA      |
| Topsport Vlaanderen-Mercator | TSV      |
| Argos-Shimano                | SKS      |

| Equip                     | Codi UCI |
| ------------------------- | -------- |
| Burgos BH-Castilla y León | BUR      |
| Orbea Continental         | ORB      |

## Etapes
| Etapa    | Data      | Recorregut                                    | Km     | Guanyador            | Líder               |
| -------- | --------- | --------------------------------------------- | ------ | -------------------- | ------------------- |
| 1ª etapa | 1 d'agost | Miranda de Ebro - Complex Kàrstic Ojo Guareña | 135 km | Daniel Moreno (ESP)  | Daniel Moreno (ESP) |
| 2ª etapa | 2 d'agost | Burgos - Burgos (Castell)                     | 141 km | Daniel Moreno (ESP)  | Daniel Moreno (ESP) |
| 3ª etapa | 3 d'agost | Santo Domingo de Silos - Lerma                | 159 km | Matti Breschel (DEN) | Daniel Moreno (ESP) |
| 4ª etapa | 4 d'agost | Doña Santos - Clunia                          | 170 km | Paul Martens (NED)   | Daniel Moreno (ESP) |
| 5ª etapa | 5 d'agost | Comunero de Revenga - Lagunas de Neila        | 170 km | Esteban Chaves (COL) | Daniel Moreno (ESP) |

## Classificacions finals

### Classificació general
|                | Ciclista                  | Equip                        | Temps       |
| -------------- | ------------------------- | ---------------------------- | ----------- |
| Mallot violeta | Daniel Moreno (ESP)       | Team Katusha                 | 18h 14' 12" |
| 2              | Sergio Henao (COL)        | Team Sky                     | + 10"       |
| 3              | Esteban Chaves (COL)      | Colombia-Coldeportes         | + 16"       |
| 4              | Franco Pellizotti (ITA)   | Androni Giocattoli-Venezuela | + 50"       |
| 5              | Javier Moreno Bazán (ESP) | Movistar Team                | + 58"       |
| 6              | Robert Gesink (NED)       | Rabobank ProTeam             | + 1' 03"    |
| 7              | Giovanni Visconti (ITA)   | Movistar Team                | + 1' 09"    |
| 8              | Eros Capecchi (ITA)       | Liquigas-Cannondale          | + 1' 28"    |
| 9              | Igor Antón (ESP)          | Euskaltel–Euskadi            | + 1' 29"    |
| 10             | Tom Dumoulin (NED)        | Argos-Shimano                | + 1' 43"    |

|                       | Ciclista                | Equip                | Punts |
| --------------------- | ----------------------- | -------------------- | ----- |
| Mallot de la muntanya | Sergio Pardilla (ESP)   | Movistar Team        | 39    |
| 2                     | Jarlinson Pantano (COL) | Colombia-Coldeportes | 37    |
| 3                     | Sergio Henao (COL)      | Team Sky             | 33    |

|             | Ciclista             | Equip            | Punts |
| ----------- | -------------------- | ---------------- | ----- |
| Mallot verd | Daniel Moreno (ESP)  | Team Katusha     | 78    |
| 2           | Matti Breschel (ESP) | Rabobank ProTeam | 60    |
| 3           | Sergio Henao (COL)   | Team Sky         | 60    |

|             | Ciclista                 | Equip           | Temps |
| ----------- | ------------------------ | --------------- | ----- |
| Mallot blau | Aitor Galdós (ESP)       | Caja Rural      | 19    |
| 2           | Christian Meier (CAN)    | Orica-GreenEDGE | 9     |
| 3           | David López García (ESP) | Movistar Team   | 7     |

|                          | Equip                | Temps       |
| ------------------------ | -------------------- | ----------- |
| Classificació per equips | Movistar Team        | 54h 46' 35" |
| 2                        | Euskaltel–Euskadi    | + 50"       |
| 3                        | Colombia-Coldeportes | + 2' 41"    |